# Initial (pomme)
 (septembre 2011).
Si vous disposez d'ouvrages ou d'articles de référence ou si vous connaissez des sites web de qualité traitant du thème abordé ici, merci de compléter l'article en donnant les références utiles à sa vérifiabilité et en les liant à la section « Notes et références ».
Initial est le nom d’un cultivar de pommier domestique.

## Origine
INRA, Angers, France, Europe.
Il est issu du croisement d’un cultivar australien et d’un cultivar américain : Gala × Redfree..

## Pollinisation
Variété triploïde.

## Culture
Variété peu intéressante pour les petits jardins familiaux car elle ne participe pas à la pollinisation croisée.